# به گفته جیم
به گفتهٔ جیم (According to Jim) یک سریال تلویزیونی کمدی آمریکایی است که در اصل از ای‌بی‌سی پخش می‌شود.